# Formica morsei
Formica morsei es una especie de hormiga del género Formica, familia Formicidae. Fue descrita científicamente por Wheeler en 1906.
Se distribuye por los Estados Unidos.

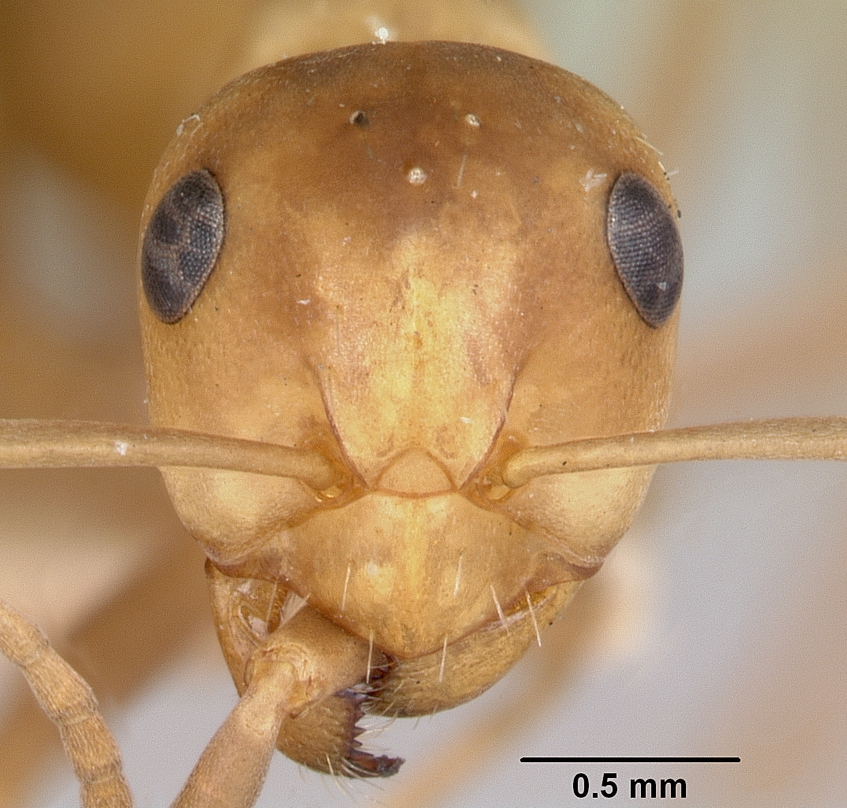
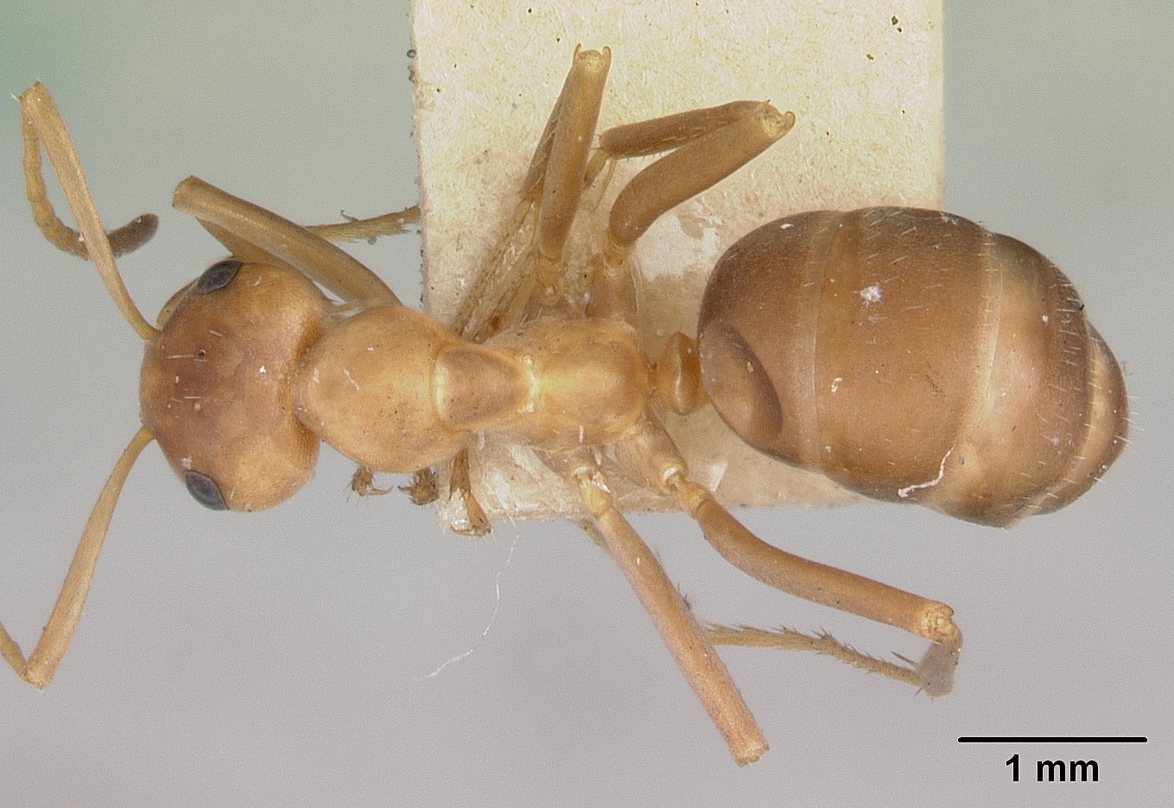
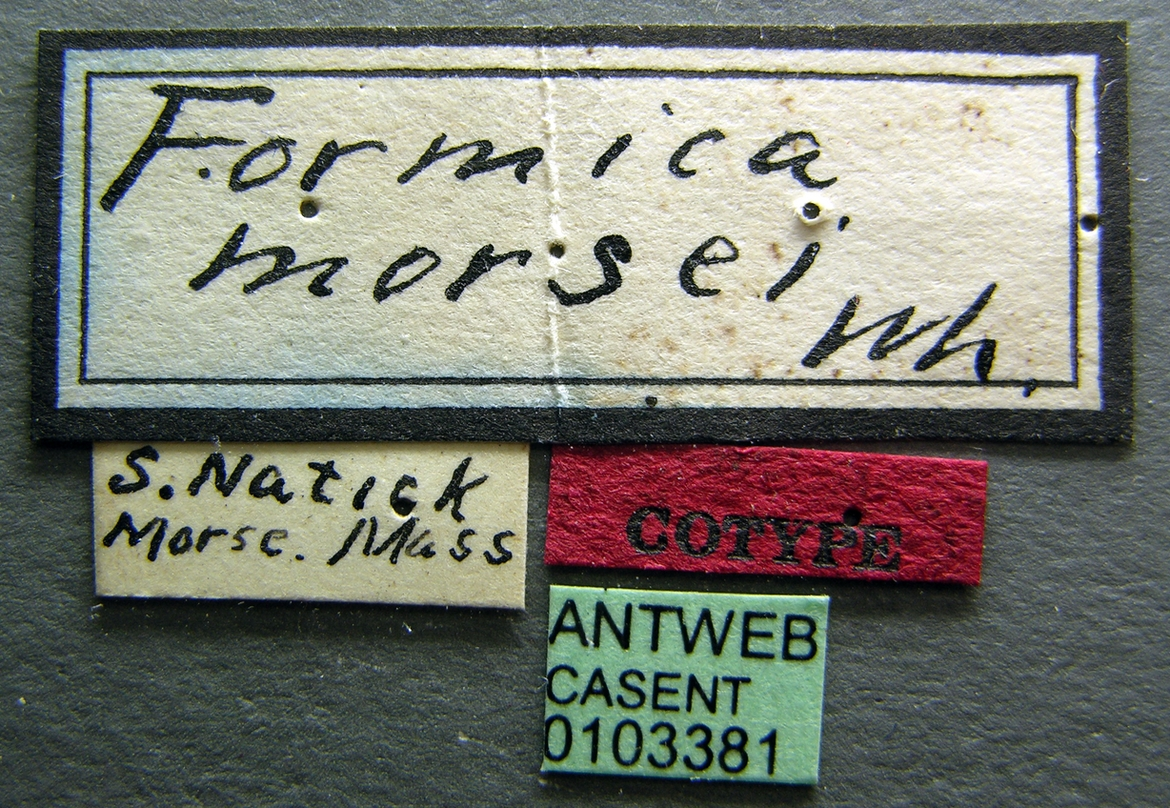